# Diplopterygium conversum
Diplopterygium conversum là một loài dương xỉ trong họ Gleicheniaceae. Loài này được Alderw. Nakai mô tả khoa học đầu tiên năm 1950.